# Casanova de Pedrós
La Casanova de Pedrós és un edifici de Collsuspina a la comarca del Moianès inclòs a l'Inventari del Patrimoni Arquitectònic de Catalunya.

## Descripció
Es tracta d'una casa de grans dimensions al mig del nucli urbà que presenta dues parts ben diferenciades: una és l'habitatge de planta quadrada i l'altra, un cos afegit que forma unes galeries a cada pis Té planta baixa i dos pisos A la façana principal, que és simètrica i hi destaquen tres balcons amb ferro forjat, mentre les altres obertures formen un conjunt amb una disposició homogènia i harmoniosa. A la façana esquerra cal remarcar quatre voltes d'arc rebaixat i quatre de quadrangulars.

## Història
Des de la construcció fins a l'any 1903 aquesta casa va ser la residència dels qui anteriorment regentaven el mas Padrós, que ja és documentat el segle xvi .